# Skate (Schiff, 1917)
Die HMS Skate (D39) der Royal Navy war der einzige Zerstörer der R-Klasse des Ersten Weltkriegs, der auch noch im  Zweiten Weltkrieg zum Einsatz kam.  

Die als Trainingsschiff der Torpedoschule 1939 genutzte Skate wurde wieder bewaffnet und zur Sicherung der nach Großbritannien kommenden Geleitzüge eingesetzt und 1940 nach Island verlegt. Ab 1942 bis Kriegsende wurde sie nur noch im engeren Küstenbereich der nordwestlichen Zufahrtswege eingesetzt. Die HMS Skate war der älteste im Zweiten Weltkrieg eingesetzte britische Zerstörer.

## Baugeschichte
Die zweite HMS Skate wurde im Dezember 1915 zusammen mit der Simoom bei John Brown bestellt. Die Werft hatte zuvor schon im Juli 1915 den Auftrag für vier Boote der Klasse erhalten. Mit insgesamt acht Booten produzierte die schottische Werft die meisten Boote dieser 62 Einheiten umfassenden Zerstörerklasse, an deren Bau 14 Werften beteiligt waren.
Die R-Klasse war die erste im Krieg entwickelte Zerstörerklasse der Royal Navy, die im Mai 1915 die beiden ersten Boote bestellte. Aus der M-Klasse entwickelt, wies sie Verbesserungen in der Treibstoffnutzung durch Verwendung von Getriebeturbinen und einem Zweiwellenantrieb auf. Äußerlich unterschied sie sich durch ein erhöht aufgestelltes Heckgeschütz. Die Boote waren Dreischornsteiner bis auf elf Boote der letzten Bestellung (modified R-class) und sieben von Yarrow gelieferte Boote. Die Namen der Boote begannen nicht nur mir R, sondern auch S, T und U.

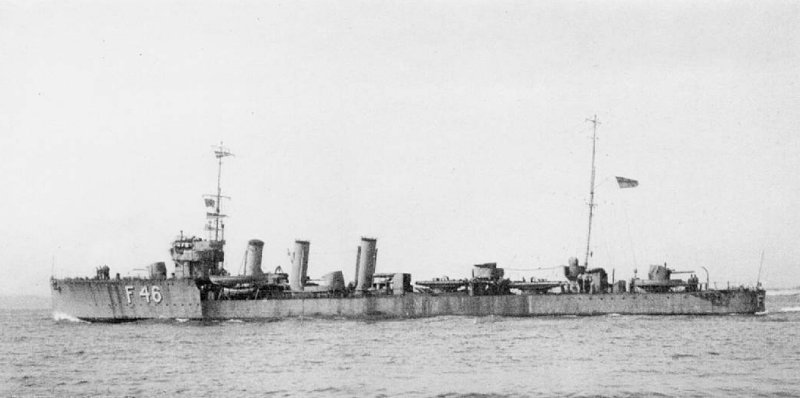
HMS Skate in Ursprungsform

Von den 62 Booten gingen acht während des Ersten Weltkriegs verloren, darunter auch HMS Simoom, das Schwesterboot der Skate, die schon am 23. Januar 1917 in der Nordsee vom deutschen Torpedoboot S 50 torpediert wurde.  Außer der Skate wurden alle anderen Boote der Klasse bis 1937 außer Dienst gestellt.
Länger als die Skate war allerdings noch die bei Thornycroft gebaute Radiant vorhanden, die im September 1920 an die Royal Siamese Navy verkauft wurde und dort als Phra Ruang erst 1957 abgebrochen wurde.

## Einsatzgeschichte

### Dienst im Ersten Weltkrieg
Die Skate wurde am 19. Februar 1917 in Dienst gestellt. Schon kurz danach, am 12. März 1917, wurde der neue Zerstörer beim Maas-Feuerschiff vom deutschen U-Boot SM UC 69 unter Kapitänleutnant Erwin Waßner durch einen Torpedotreffer schwer beschädigt und musste von den Booten HMS Lennox und HMS Lawford nach Harwich eingeschleppt werden.  Während der Reparatur wurde das Boot zum Minenleger umgebaut. Bis Kriegsende 1918 änderte man mehrfach die Kennung (F62, G05, F46) der Skate. Zuletzt war sie eines von 28 Booten der 10. Zerstörerflottille der „Harwich Force“. Am 12. März 1920 wurde sie in Portsmouth außer Dienst gestellt und der Reserve zugeordnet.
Später kam sie als Trainingsboot zur Torpedoschule.

### Dienst im Zweiten Weltkrieg
Bei Kriegsbeginn wurde die Skate für Minensuch-Übungen hergerichtet. Der Mangel an Sicherungsfahrzeugen führte allerdings schon im Januar 1940 zur Bewaffnung und Herrichtung als Geleitfahrzeug. Der erste Einsatz als Sicherung einer Minenlegergruppe Ende Februar 1940 zeigte die beschränkten Möglichkeiten des Bootes bei schwerem Wetter auf.  Trotzdem wurde sie im März der 2. Escort Group bei den nordwestlichen Western Approaches zugeteilt, wo sie neben den Zerstörern Douglas, Veteran und Saladin Dienst tat.
Im September wurde sie mit der Gruppe nach Island verlegt, um die Sicherung der Geleitzüge im mittleren Atlantik zu verbessern. Am 22. konnte sie die 55-köpfige Besatzung des von U 100 torpedierten Tankers  Torinia aufnehmen. Zwei Tage später übernahm sie auch die 45 Mann des ebenfalls von U 100 torpedierten, brennenden Frachters Scholar, der vom Schlepper Marauder nicht mehr über Wasser gehalten werden konnte. Die Skate versenkte die beiden Schiffe endgültig und brachte die Besatzungen nach Londonderry.  Beide Schiffe gehörten zu dem Geleitzug HX 72 von 41 Schiffen, der 11 Schiffe verlor und von dem weitere drei beschädigt wurden. U 100 versenkt allein sieben Schiffe. Skate verstärkte mit Scimitar ab dem 22. die aus der Sloop Lowestoft, dem ehemaligen Fernlenkboot Shikari und drei Korvetten bestehende Sicherung, die auch erst nach dem ersten Angriff der U-Boote eingetroffen war. Mit der Verstärkung gelang es, weitere Angriffe zu unterbinden.
Am 18. Juni 1941 konnte die Skate die 70 Überlebenden der von U 552 versenkten  Norfolk  (10948 BRT) finden und an Bord nehmen. Der etwa 175 Seemeilen nordwestlich von Malin Head versenkte Einzelfahrer war 1920 beim Bremer Vulkan als Sauerland (ex Vogtland) für Hamburg-Amerika Linie (HAPAG) fertiggestellt worden, der aber nach den Kapitulationsbedingungen abgeliefert werden musste. Nur ein Besatzungsmitglied der Norfolk kam bei deren Versenkung ums Leben.  Skate brachte die gerettete Besatzung nach Londonderry.
Ab dem 11. September war die Skate in der aus Island kommenden 2. Escort Group mit Douglas, Veteran, Saladin und der ehemals US-amerikanischen HMS Leamington (ex USS Twiggs (DD-127)) zur Verstärkung der kanadischen 24. Escort Group an der Verteidigung des Geleitzuges SC 72, der von seinen 64 Schiffen 16 verlor, aber nur noch zwei nach Eintreffen der EG B2, die zudem U 207 versenkt. Am 24. Oktober erlitt der alte Zerstörer dann bei der Sicherung nicht angegriffener Geleitzüge bei sehr schweren Stürmen erhebliche Schäden und verlor den hinteren Schornstein.  Bis in  den November fiel die Skate wegen der notwendigen Reparaturen aus.
Ab 1942 bis Kriegsende wurde der alte Zerstörer nur noch im engeren Küstenbereich der nordwestlichen Zufahrtswege eingesetzt. Ab dem 1. Oktober 1942 gehörte sie neben dem alten Flugabwehrkreuzer Curacoa und dem Zerstörer Bulldog, den Geleitzerstörern Bramham und Cowdray und dem polnischen Zerstörer Błyskawica zur Sicherung der Queen Mary auf dem letzten Stück der Reise mit 10000 US-Soldaten nach Glasgow. Der Schnelldampfer rammte am 2. Oktober durch Missverständnisse den Kreuzer Curacoa und zerschnitt ihn in zwei rasch sinkende Teile. Von den 439 Mann an Bord des Kreuzers konnten die erst spät zurücklaufenden Bramham und Skate nur 101 Mann retten, während das Geleit wegen der bestehenden U-Boot-Gefahr seine Fahrt mit hoher Geschwindigkeit fortsetzte.
Beim Kriegsende in Europa wurde die HMS Skate, der älteste im Zweiten Weltkrieg eingesetzte britische Zerstörer, außer Dienst gestellt und schließlich ab Juli 1947 in Newport, Wales, verschrottet.